# اسلام‌آباد (گلبهار)
اسلام‌آباد، روستایی از توابع بخش گلبهار شهرستان چناران در استان خراسان رضوی ایران است.

## جمعیت
این روستا در دهستان گلمکان قرار دارد و براساس سرشماری مرکز آمار ایران سرشماری عمومی نفوس و مسکن (١٣٨۵)، جمعیت آن ٧۴۴ نفر و ١۴۴ خانوار بوده است.